# Ruine Falkenberg (Wabern)
Die Ruine Falkenberg, auch Alte Burg und Oberburg, ist die Ruine einer Höhenburg auf 255 m ü. NN in dem Ortsteil Falkenberg der Gemeinde Wabern im Schwalm-Eder-Kreis in Nordhessen. Sie steht auf einer Basaltkuppe und ist von einem naturgeschützten Ulmenwald umgeben.

## Geschichte

### Baugeschichte
Die Oberburg wurde um die Mitte des 13. Jahrhunderts vermutlich von Konrad von Hebel an einem strategisch wichtigen Punkt an der Straße von Hersfeld nach Fritzlar, Gudensberg und Kassel erbaut. Sie wurde 1250 als Valkenberc in einer Urkunde des Grafen Gottfried I. von Ziegenhain erstmals erwähnt, in der Konrad von Hebel als erster Zeuge aufgeführt ist. Um 1270 nahmen die Nachkommen Konrads, beginnend mit seinem Sohn Otto I., den Geschlechtsnamen „von Falkenberg“ an, während Konrads Bruder Heinrich, der weiterhin in Hebel wohnte, den Namen „von Hebel“ beibehielt. Der Falkenberger Zweig des Geschlechts teilte sich im 14. Jahrhundert mit den drei Söhnen Ottos I. in die drei Linien zu Falkenberg, zu Densberg und zu Herzberg.

### Hessisch-Mainzischer Streit
1309 trugen Johann und Konrad von Falkenberg ihre bis dahin in Eigenbesitz befindliche Burg und die Dörfer Falkenberg, Uttershausen, Hebel und Mardorf dem Landgrafen Johann von Niederhessen zu Lehen auf und erhielten diese Güter anschließend von ihm als Lehen zurück. Die Familie Falkenberg versuchte in der Folge durch taktisches Agieren, in den Auseinandersetzungen zwischen Kurmainz und der Landgrafschaft Hessen nicht aufgerieben zu werden. Die Unterburg war daher hersfeldsches Lehen der Herren von Hebel. Andererseits wurden der Scholastiker Hermann von Gruna und der Fritzlarer Kanoniker Hermann von Falkenberg, der Ritter Johann von Falkenberg, und die Edelknechte Konrad Hebel und Thilo Hebel im Jahre 1321 Erbburgmannen der nahen mainzischen Stadt Fritzlar. Dafür stellten die Familien Falkenberg und Hebel dem Mainzer Erzbischof ihre Burg Falkenberg als Offenhaus zur Verfügung. 1322 erneuerten die Herren von Falkenberg ihre Abmachung mit Erzbischof Matthias. Der mainzische Amt- und Burgmann Johann Gruszing von Falkenberg öffnete 1336 die Burg Falkenberg erneut dem Mainzer Erzstiftsverwalter Balduin von Luxemburg. Ebenso erneuerten die Edelknechte Tile (Thilo) und Hermann von Falkenberg diese Öffnungsverpflichtung 1338. Im gleichen Jahr wurden die Falkenberger aber auch vom Landgrafen von Hessen mit den Dörfern Rockshausen, Wolfershausen, Beisheim und Kleinbeisheim belehnt; als Gegenleistung mussten sie sich verpflichten, ihre Burg dem Landgrafen gegen alle Feinde, ausgenommen Mainz, zu öffnen.
Im Jahre 1347 bestand der hessische Landgraf Heinrich II. auf der Lehnsherrschaft über die Burg und erreichte schließlich, dass der Mainzer Erzbischof Gerlach sich verpflichtete, die Burg nicht militärisch gegen die Landgrafschaft Hessen zu verwenden. 1354 trat Erzbischof Gerlach die Burg förmlich an Hessen ab.
1354 verpfändete Johann Gruszing von Falkenberg die Hälfte der weiter südwestlich gelegenen Burg Jesberg, die er selbst vom Mainzer Erzstift als Pfandburg hielt, seinem Verwandten, dem Ritter Thile von Falkenberg. Erzbischof Gerlach berief Johann Gruszing daraufhin nach Densberg, wo dieser 1355 die Burg Densberg teilweise wieder aufbaute, allerdings gegen den Willen des Landgrafen Heinrich. 1356 zeigte Erzbischof Gerlach Verständnis dafür, dass ihn Thile und Hermann von Falkenberg mit ihrer Burg nicht mehr unterstützen konnten, da sie diese im Einsatz für das Erzbistum an den Landgrafen verloren hatten.
1358 schlichtete Erzbischof Gerlach einen Streit zwischen den Brüdern Otto und Johann Gruszing von Falkenberg einerseits und Thile von Falkenberg andererseits. Dieser Familienzwist eskalierte dennoch, und 1358 sind im Bereich der Burg Falkenberg kriegerische Handlungen nachgewiesen.
1359 war Johann Gruszing von Falkenberg damit beauftragt, für Erzbischof Gerlach in Densberg endgültig eine Burg zu errichten.
Im Jahr 1362 wurden zahlreiche Klagen von der Burg Löwenstein, der Burg Falkenberg und der Burg Kogelberg an den Erzbischof und den Landgrafen gerichtet. Im Juni 1364 hatten die beständigen Versuche Erzbischof Gerlachs endlich Erfolg. Heinrich von Hanstein besetzte im Dienste des Erzbischofs die Burg Falkenberg. Er verhielt sich jedoch eigennützig und vertrieb den mainzischen Burgmann Konrad IV. von Falkenberg samt dessen Gesinde. Somit war die Burg wiederum nicht im Besitz des Erzbischofs.
Der Streit zwischen Landgraf und Erzbischof um die Burg Falkenberg wurde im August 1364 erneut ohne Ergebnis verhandelt. Im Mai 1365 forderte Erzbischof Gerlach von Landgraf Heinrich, dass Johann Gruszing von Falkenberg ihm wieder zu seiner Burg zu verhelfen habe, denn diese Vereinbarung sei schließlich bereits 1354 getroffen worden.
Im Sternerbund 1372/74 schlossen sich die Falkenberger erneut einem gegen Landgraf Heinrich gerichteten Bündnis an, und ihr Einfluss wurde in dieser Zeit durch weitere mainzische Ernennungen und Belehnungen erheblich verstärkt. 1374 wurde Werner II. von Falkenberg mainzischer Oberamtmann für Hessen, Thüringen und das Eichsfeld. Am 29. September 1391 wurden vier Falkenberger Gründungsmitglieder des Benglerbunds.
Konrad von Falkenberg, Werners Sohn, der auch „Kunzmann“ genannt wurde, war am 5. Juni 1400 an der Ermordung des auf dem Frankfurter Fürstentag als Königskandidat vorgeschlagenen Herzogs Friedrich von Braunschweig-Lüneburg beteiligt. Friedrich war auf der Heimreise von Frankfurt nach Braunschweig, als ihm Graf Heinrich VII. von Waldeck, Konrad („Kunzmann“) von Falkenberg, Friedrich III. von Hertingshausen und ein Ritter von Löwenstein auflauerten und ihn in einem Handgemenge in der Nähe des heutigen Dorfes Kleinenglis erschlugen.
Die Burg, an der inzwischen die Familien Falkenberg, Hebel, Holzsadel, Riedesel und Urff anteilig Besitz hatten, litt in dieser Zeit der Fehden und Kriege erheblichen Schaden und wurde zwischen 1437 und 1454 repariert und verstärkt. Sie verfiel, nachdem die Falkenberger 1521, mit dem Aussterben der Familie von Hebel, das um 1510 etwa 500 m weiter südlich in Falkenberg von der Familie von Hebel erbaute Schloss Falkenberg erbten und dorthin umzogen. Nach 1621 wurde die Burg abgebrochen.

## Heutiger Zustand
Von der auf steilem Bergkegel erbauten Burg sind nur noch der quadratische Unterbau des wohnturmartigen Bergfrieds und an der Nordostseite die bewachsenen Umfassungsmauern der Kernburg erhalten. Die Ruine ist nicht betretbar.